# Eustácio III, Conde de Bolonha
Eustácio III de Bolonha (antes de 1060 – Rumilly, depois de 1125) foi conde de Bolonha de 1087 a 1125, sucessor e filho do conde Eustácio II de Bolonha com Santa Ida da Lorena.
Em 1066 participou da batalha de Hastings como aliado de Guilherme o Conquistador onde possivelmente terá morto Haroldo II de Inglaterra. Nesta batalha também terá oferecido o seu cavalo a Guilherme depois da montada deste ter sido morta por Girto, irmão de Haroldo.

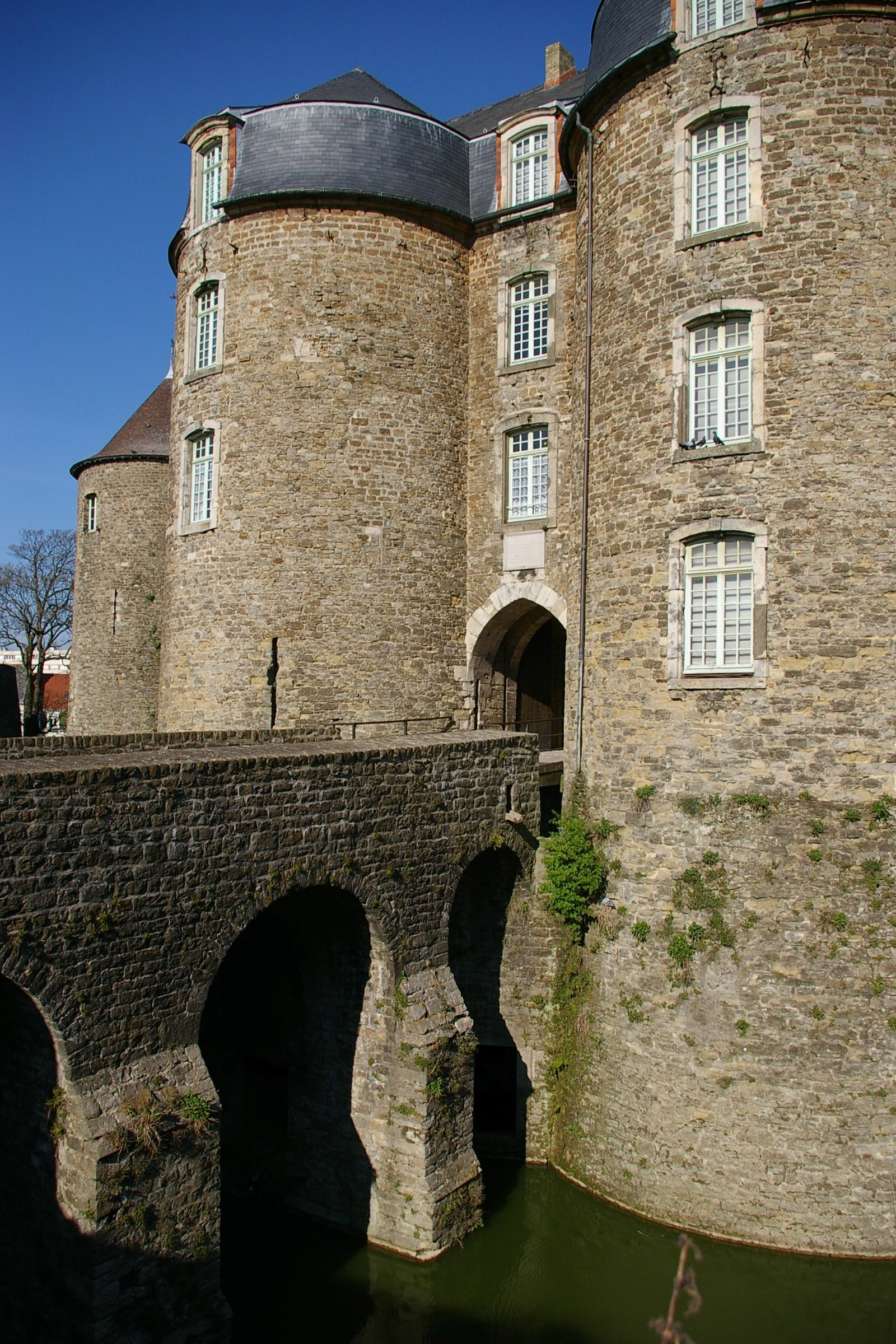
Muralhas medievais do Castelo-Museu de Bolonha-sobre-o-Mar, sede do Condado de Bolonha

Como filho mais velho, com a morte do seu pai em 1087, sucedeu-o no Condado de Bolonha. Em 1096 partiu com os seus irmãos Godofredo de Bulhão e Balduíno de Bolonha para a Primeira Cruzada, tendo voltado somente após a consolidação do Reino Latino de Jerusalém na batalha de Ascalão.
Ao voltar aos seus domínios na Europa, em 1102 casou-se com Maria, filha do rei Malcolm III da Escócia com Santa Margarida. Deste casamento nasceria uma filha, Matilde I de Bolonha.
Quando o seu irmão, entretanto eleito rei Balduíno I de Jerusalém, morreu em 1118, a coroa do reino cruzado foi oferecida a Eustácio. Inicialmente pouco interessado, acabaria por ser convencido a aceitar o trono. Mas já na Apúlia voltaria para trás, ao ter notícias de que um outro parente seu, Balduíno de Bourcq, fora entretanto coroado.
Depois de uma presença em um conflito na Flandres e de ter ordenado a construção da igreja de São Nicolau em Bolonha-sobre-o-Mar, em 1125 abdicou do condado para a sua filha Matilde e o esposo desta, Estêvão de Blois, conde de Mortain e posteriormente rei da Inglaterra.
Tornou-se monge em Rumilly, uma dependência do priorado de São Pedro, onde passaria o resto da sua vida. Seria imortalizado como personagem de O Cavaleiro do Cisne, uma canção de gesta francesa sobre o seu irmão Godofredo, pertencente ao chamado Ciclo das Cruzadas e actualmente mais conhecida como a trama da ópera Lohengrin de Richard Wagner.